# De Enclave
De Enclave is een Nederlandse televisieserie die de nasleep van de val van Srebrenica weergeeft op drie personen die de val elk vanuit hun eigen positie hebben ervaren. De serie was bedacht door Robert Kievit, die in de aanloop naar het proces tegen Slobodan Milošević de gelegenheid zag een serie over Srebrenica te maken.

## Seizoen 1
| Titel                                          | Verhaal | Regie                         | Scenario                  |
| ---------------------------------------------- | --- | ----------------------------- | ------------------------- |
| 1 Halszaak: Het verhaal van Ibro Hadzic        | Ibro Hadzic, wiens gehele familie is uitgemoord tijdens de genocide in Srebrenica, werkt nu als tolk in het Joegoslaviëtribunaal, waar hij te maken krijgt met de van oorlogsmisdaden betichte Darko Bokan, de man die zijn familie zou hebben afgemaakt. | Willem van de Sande Bakhuyzen | Alma Popeyus, Hein Schütz |
| 2 Het Verhoorhuis: Het verhaal van Darko Bokan | Ibro houdt Darko Bokan in gijzeling in het Joegoslaviëtribunaal. Bokan probeert hem duidelijk te maken dat hij zelf niet verantwoordelijk is voor alle verschrikkingen. Het gesprek tijdens de gijzeling levert een verrassende wending op en Ibro heeft aan het einde van het gesprek zijn pijlen op iemand anders gericht.                                                                 | Willem van de Sande Bakhuyzen | Alma Popeyus, Hein Schütz |
| 3 In de Grond: Het verhaal van George Terhoef  | 2005: 12 jaar na de val van Srebrenica, reist oud-minister van Defensie en inmiddels Europarlementariër George Terhoef met zijn vrouw en zijn kind af naar Srebrenica, alwaar Terhoef een paar dagen op doorreis blijft plakken. Het wordt hem duidelijk dat er een onderzoek zal plaatsvinden naar zijn rol in de val van Srebrenica, en dat niet alleen: zijn dochter verdwijnt spoorloos. | Willem van de Sande Bakhuyzen | Alma Popeyus, Hein Schütz |

## Personages
| Personage      | Acteur        | Functie                                                                |
| -------------- | ------------- | ---------------------------------------------------------------------- |
| Ibro Hadzic    | Ramsey Nasr   | Tolk/nabestaande                                                       |
| Darko Bokan    | Frank Lammers | Betichte oorlogsmisdadiger                                             |
| George Terhoef | Johan Leysen  | Oud-minister van defensie/burgemeester van Den Haag/Europarlementariër |

| Personage        | Acteur        | Functie                           | Aflevering(en) |
| ---------------- | ------------- | --------------------------------- | -------------- |
| Nienke Römer     | Sandra Hadzic | Voormalig Dutchbatter, vrouw Ibro | 1-2            |
| Jacob Derwig     | Dennis Krol   | Officier van justitie             | 1-2            |
| Renée Soutendijk | Ilse Terhoef  | Vrouw George, moeder Tara         | 3              |
| Sanne van Kampen | Tara Terhoef  | Dochter George & Ilse             | 3              |
| Roef Ragas       | Lex           | Voormalig Dutchbatter             | 1-3            |